# Liste der Nummer-eins-Hits in Brasilien (2009)
Diese Liste der Nummer-eins-Hits basiert auf den offiziellen Charts der Associação Brasileira de Produtores de Discos (ABPD), der brasilianischen Landesgruppe der IFPI, im Jahr 2009. Die wöchentlichen Albumcharts wurden von Nielsen ermittelt und seit Juni 2009 als Top 10 veröffentlicht.
Vier Chartwochen 2009 wurden nicht veröffentlicht, weshalb die Nummer-eins-Alben in den Zeiträumen 30. November – 13. Dezember und 21. Dezember – 3. Januar 2010 unbekannt sind.

## Alben
| | Liste der Nummer-eins-Hits in Brasilien | Liste der Nummer-eins-Hits in Brasilien | Liste der Nummer-eins-Hits in Brasilien | 2010 →                                       |
| \| Zeitraum \| Wo. ges. \| Interpret \| Titel \| Zusätzliche Informationen \| \| (Zeitraum, Wochen auf Platz eins, Interpret, Titel, zusätzliche Informationen) \| \| \| \| \| \| ------------------------------------------------------------------------------ \| -------- \| ------------------------ \| ----------------------------------- \| -------------------------------------------- \| \| 22. Juni 2009 – 28. Juni 2009 1 Woche (insgesamt 3) \| 3 \| Verschiedene Interpreten \| Paraíso Nacional[1] \| Soundtrack der Telenovela Paraíso \| \| 29. Juni 2009 – 5. Juli 2009 1 Woche \| 1 \| Fábio de Melo \| Eu e o Tempo[2] \| – \| \| 6. Juli 2009 – 12. Juli 2009 1 Woche \| 1 \| Michael Jackson \| Greatest Hits History[3] \| – \| \| 13. Juli 2009 – 26. Juli 2009 2 Wochen \| 2 \| Michael Jackson \| Thriller[4] \| – \| \| 27. Juli 2009 – 9. August 2009 2 Wochen (insgesamt 3) \| 3 \| Verschiedene Interpreten \| Paraíso Nacional[5] \| – \| \| 10. August 2009 – 30. August 2009 3 Wochen \| 3 \| Ana Carolina \| N9ve[6] \| – \| \| 31. August 2009 – 6. September 2009 1 Woche \| 1 \| Verschiedene Interpreten \| Caminho das Índias Internacional[7] \| Soundtrack der Telenovela Caminho das Índias \| \| 7. September 2009 – 25. Oktober 2009 7 Wochen \| 7 \| Roberto Carlos \| Elas Cantam Roberto Carlos[8] \| – \| \| 26. Oktober 2009 – 1. November 2009 1 Woche \| 1 \| Verschiedene Interpreten \| Promessas[9] \| – \| \| 2. November 2009 – 29. November 2009 4 Wochen \| 4 \| Victor & Leo \| Ao Vivo e em Cores[10] \| – \| \| 14. Dezember 2009 – 20. Dezember 2009 1 Woche \| 1 \| Raça Negra \| Canta Jovem Guarda II[11] \| – \| |                                         |                                         |                                         |                                              |
| |                                         |                                         |                                         | → 2010 →                                     |
| Zeitraum | Wo. ges.                                | Interpret                               | Titel                                   | Zusätzliche Informationen                    |
| (Zeitraum, Wochen auf Platz eins, Interpret, Titel, zusätzliche Informationen) |                                         |                                         |                                         |                                              |
| 22. Juni 2009 – 28. Juni 2009 1 Woche (insgesamt 3) | 3                                       | Verschiedene Interpreten                | Paraíso Nacional                        | Soundtrack der Telenovela Paraíso            |
| 29. Juni 2009 – 5. Juli 2009 1 Woche | 1                                       | Fábio de Melo                           | Eu e o Tempo                            | –                                            |
| 6. Juli 2009 – 12. Juli 2009 1 Woche | 1                                       | Michael Jackson                         | Greatest Hits History                   | –                                            |
| 13. Juli 2009 – 26. Juli 2009 2 Wochen | 2                                       | Michael Jackson                         | Thriller                                | –                                            |
| 27. Juli 2009 – 9. August 2009 2 Wochen (insgesamt 3) | 3                                       | Verschiedene Interpreten                | Paraíso Nacional                        | –                                            |
| 10. August 2009 – 30. August 2009 3 Wochen | 3                                       | Ana Carolina                            | N9ve                                    | –                                            |
| 31. August 2009 – 6. September 2009 1 Woche | 1                                       | Verschiedene Interpreten                | Caminho das Índias Internacional        | Soundtrack der Telenovela Caminho das Índias |
| 7. September 2009 – 25. Oktober 2009 7 Wochen | 7                                       | Roberto Carlos                          | Elas Cantam Roberto Carlos              | –                                            |
| 26. Oktober 2009 – 1. November 2009 1 Woche | 1                                       | Verschiedene Interpreten                | Promessas                               | –                                            |
| 2. November 2009 – 29. November 2009 4 Wochen | 4                                       | Victor & Leo                            | Ao Vivo e em Cores                      | –                                            |
| 14. Dezember 2009 – 20. Dezember 2009 1 Woche | 1                                       | Raça Negra                              | Canta Jovem Guarda II                   | –                                            |

## Belege
1. ↑  CD Top 10 Semanal de 22 a 28 de Junho de 2009. ABPD, archiviert vom Original am 17. Juli 2011; abgerufen am 18. September 2021 (brasilianisches Portugiesisch).
2. ↑  CD Top 10 Semanal de 29 de Junho a 05 de Julho de 2009. ABPD, archiviert vom Original am 17. Juli 2011; abgerufen am 18. September 2021 (brasilianisches Portugiesisch).
3. ↑  CD Top 10 Semanal de 06 a 12 de Julho de 2009. ABPD, archiviert vom Original am 17. Juli 2011; abgerufen am 18. September 2021 (brasilianisches Portugiesisch).
4. ↑  CD Top 10 Semanal de 13 a 19 de Julho de 2009. ABPD, archiviert vom Original am 6. Juli 2011; abgerufen am 25. September 2021 (brasilianisches Portugiesisch). CD Top 10 Semanal de 20 a 26 de Julho de 2009. ABPD, archiviert vom Original am 6. Juli 2011; abgerufen am 25. September 2021 (brasilianisches Portugiesisch).
5. ↑  CD Top 10 Semanal de 27 de Julho a 02 de Agosto de 2009. ABPD, archiviert vom Original am 6. Juli 2011; abgerufen am 25. September 2021 (brasilianisches Portugiesisch). CD Top 10 Semanal de 03 a 09 de Agosto de 2009. ABPD, archiviert vom Original am 17. Juli 2011; abgerufen am 25. September 2021 (brasilianisches Portugiesisch).
6. ↑  CD Top 10 Semanal de 10 a 16 de Agosto de 2009. ABPD, archiviert vom Original am 17. Juli 2011; abgerufen am 25. September 2021 (brasilianisches Portugiesisch). CD Top 10 Semanal de 17 a 23 de Agosto de 2009. ABPD, archiviert vom Original am 17. Juli 2011; abgerufen am 25. September 2021 (brasilianisches Portugiesisch). CD Top 10 Semanal de 24 a 30 de Agosto de 2009. ABPD, archiviert vom Original am 28. September 2011; abgerufen am 25. September 2021 (brasilianisches Portugiesisch).
7. ↑  CD Top 10 Semanal de 31 de Agosto a 06 de Setembro de 2009. ABPD, archiviert vom Original am 28. September 2011; abgerufen am 25. September 2021 (brasilianisches Portugiesisch).
8. ↑  CD Top 10 Semanal de 07 a 13 de Setembro de 2009. ABPD, archiviert vom Original am 28. September 2011; abgerufen am 25. September 2021 (brasilianisches Portugiesisch). CD Top 10 Semanal de 14 a 20 de Setembro de 2009. ABPD, archiviert vom Original am 28. September 2011; abgerufen am 25. September 2021 (brasilianisches Portugiesisch). CD Top 10 Semanal de 21 a 27 de Setembro de 2009. ABPD, archiviert vom Original am 24. Februar 2012; abgerufen am 25. September 2021 (brasilianisches Portugiesisch). CD Top 10 Semanal de 28 de Setembro a 04 de Outubro de 2009. ABPD, archiviert vom Original am 24. Februar 2012; abgerufen am 25. September 2021 (brasilianisches Portugiesisch). CD Top 10 Semanal de 05 a 11 de Outubro de 2009. ABPD, archiviert vom Original am 24. Februar 2012; abgerufen am 25. September 2021 (brasilianisches Portugiesisch). CD Top 10 Semanal de 12 a 18 de Outubro de 2009. ABPD, archiviert vom Original am 24. Februar 2012; abgerufen am 25. September 2021 (brasilianisches Portugiesisch). CD Top 10 Semanal de 19 a 25 de Outubro de 2009. ABPD, archiviert vom Original am 6. Juli 2011; abgerufen am 25. September 2021 (brasilianisches Portugiesisch).
9. ↑  CD Top 10 Semanal de 16 de Outubro a 01 de Novembro de 2009. ABPD, archiviert vom Original am 8. März 2012; abgerufen am 25. September 2021 (brasilianisches Portugiesisch).
10. ↑  CD Top 10 Semanal de 02 a 08 de Novembro de 2009. ABPD, archiviert vom Original am 6. Juli 2011; abgerufen am 18. September 2021 (brasilianisches Portugiesisch). CD Top 10 Semanal de 09 a 15 de Novembro de 2009. ABPD, archiviert vom Original am 6. Juli 2011; abgerufen am 18. September 2021 (brasilianisches Portugiesisch). CD Top 10 Semanal de 16 a 22 de Novembro de 2009. ABPD, archiviert vom Original am 6. Juli 2011; abgerufen am 18. September 2021 (brasilianisches Portugiesisch). CD Top 10 Semanal de 23 a 29 de Novembro de 2009. ABPD, archiviert vom Original am 6. Juli 2011; abgerufen am 18. September 2021 (brasilianisches Portugiesisch).
11. ↑  CD Top 10 Semanal de 14 a 20 de Dezembro de 2009. ABPD, archiviert vom Original am 6. Juli 2011; abgerufen am 18. September 2021 (brasilianisches Portugiesisch).

Siehe auch: Nummer-eins-Hits 2009 in  Australien, Belgien, Dänemark, Deutschland, Finnland, Frankreich, Irland, Italien, Japan, Kanada, Mexiko, Neuseeland, den Niederlanden, Norwegen, Österreich, Polen, Portugal, Schweden, der Schweiz, Slowakei, Spanien, Tschechien, Ungarn, den Vereinigten Staaten und im Vereinigten Königreich.